# Hanger Wood
Hanger Wood est une forêt ancienne et un site d'intérêt scientifique particulier située dans la paroisse civile de Stagsden, dans le Bedfordshire au Royaume-Uni. Située à environ un kilomètre à l'est du village de Stagsden, la zone boisée de 24,12 ha a été désignée site d'intérêt scientifique particulier en 1988, étant décrite par Natural England comme « l'un des meilleurs exemples restants de bois humide composé de frênes et d'érables dans le Bedfordshire ».